# Longitudinea nodului ascendent

Diagrama elementelor orbitale, incluzând longitudinea nodului ascendent (Ω).

În mecanica cerească, longitudinea nodului ascendent este un element orbital care permite definirea orbitei unui corp în jurul unui alt corp. Pentru un corp aflat pe orbită în jurul Soarelui (sau în jurul Pământului), este vorba de unghiul dintre direcția punctului vernal (notat cu γ în figură) și linia nodurilor, măsurat în planul de referință (în general planul eclipticii) și în sens direct. Această valoare mai este denumită și ascensia dreaptă a nodului ascendent. În mod curent este notată cu litera grecească omega majusculă, Ω.